# 兵庫県道75号小野藍本線
兵庫県道75号小野藍本線（ひょうごけんどう75ごう おのあいもとせん）は、兵庫県小野市から三田市藍本を結ぶ県道（主要地方道）である。

## 概要

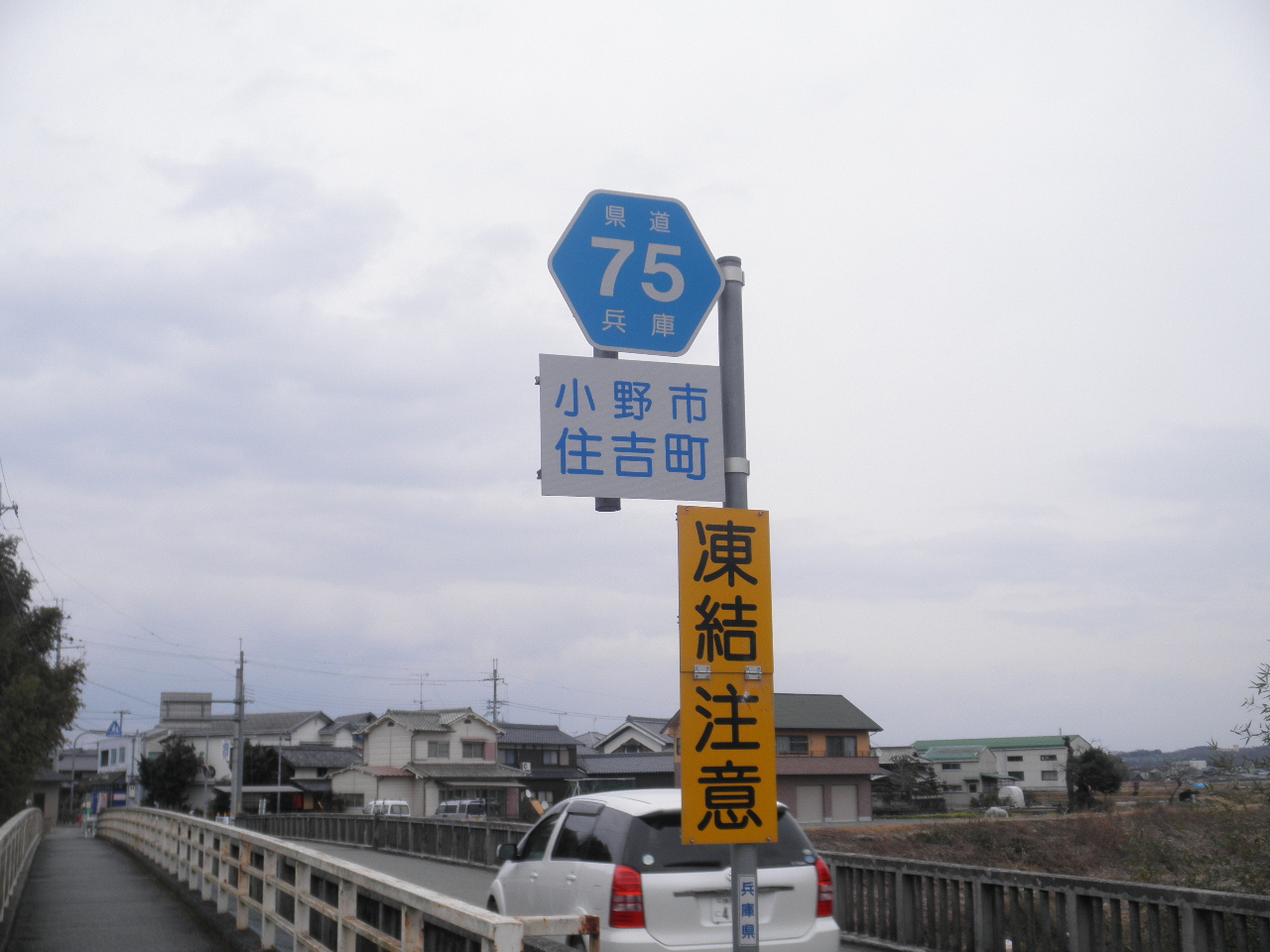
本道の標識
兵庫県小野市住吉町で撮影

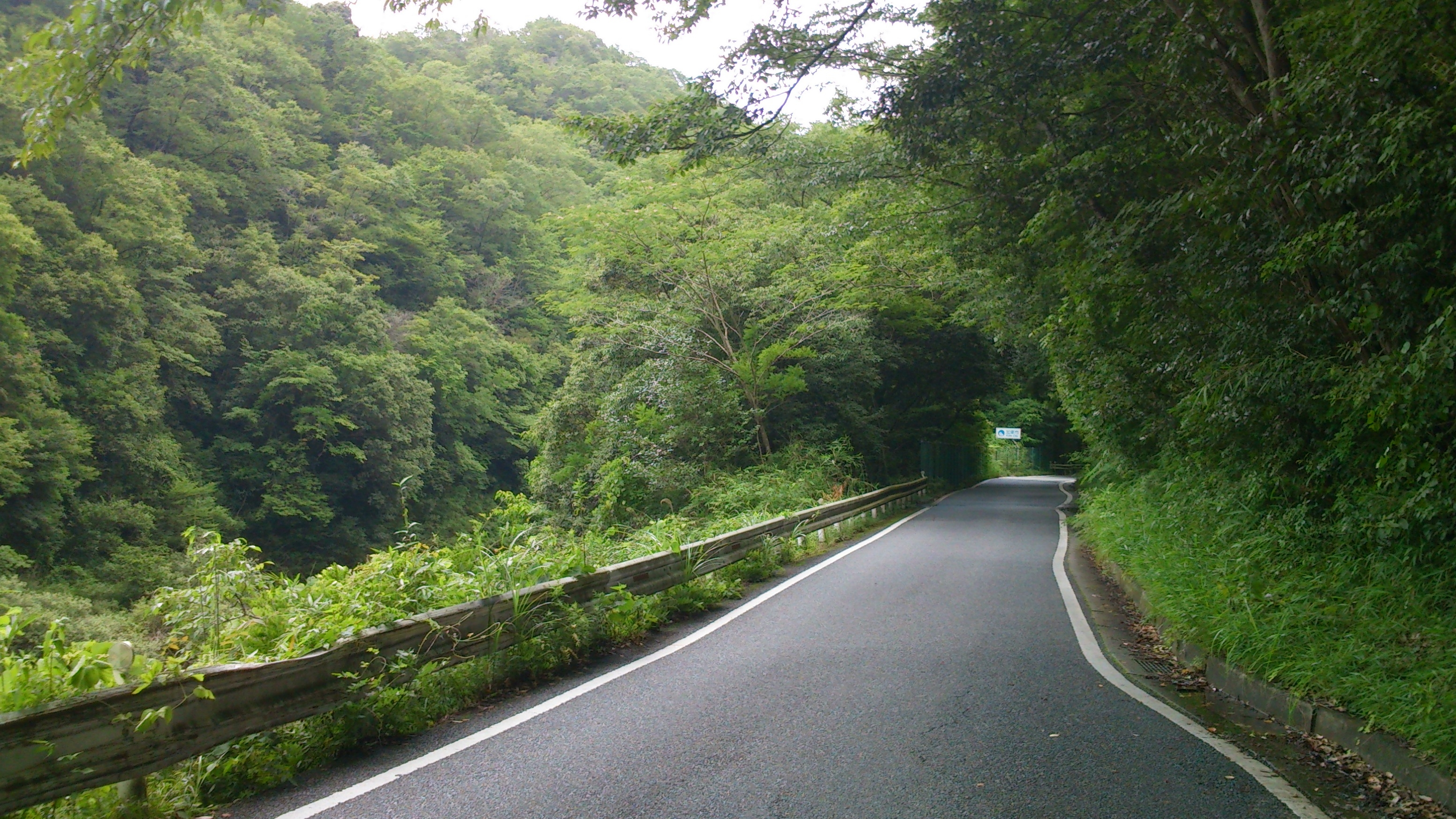
加東市と三田市の境付近
（画像奥が加東市）

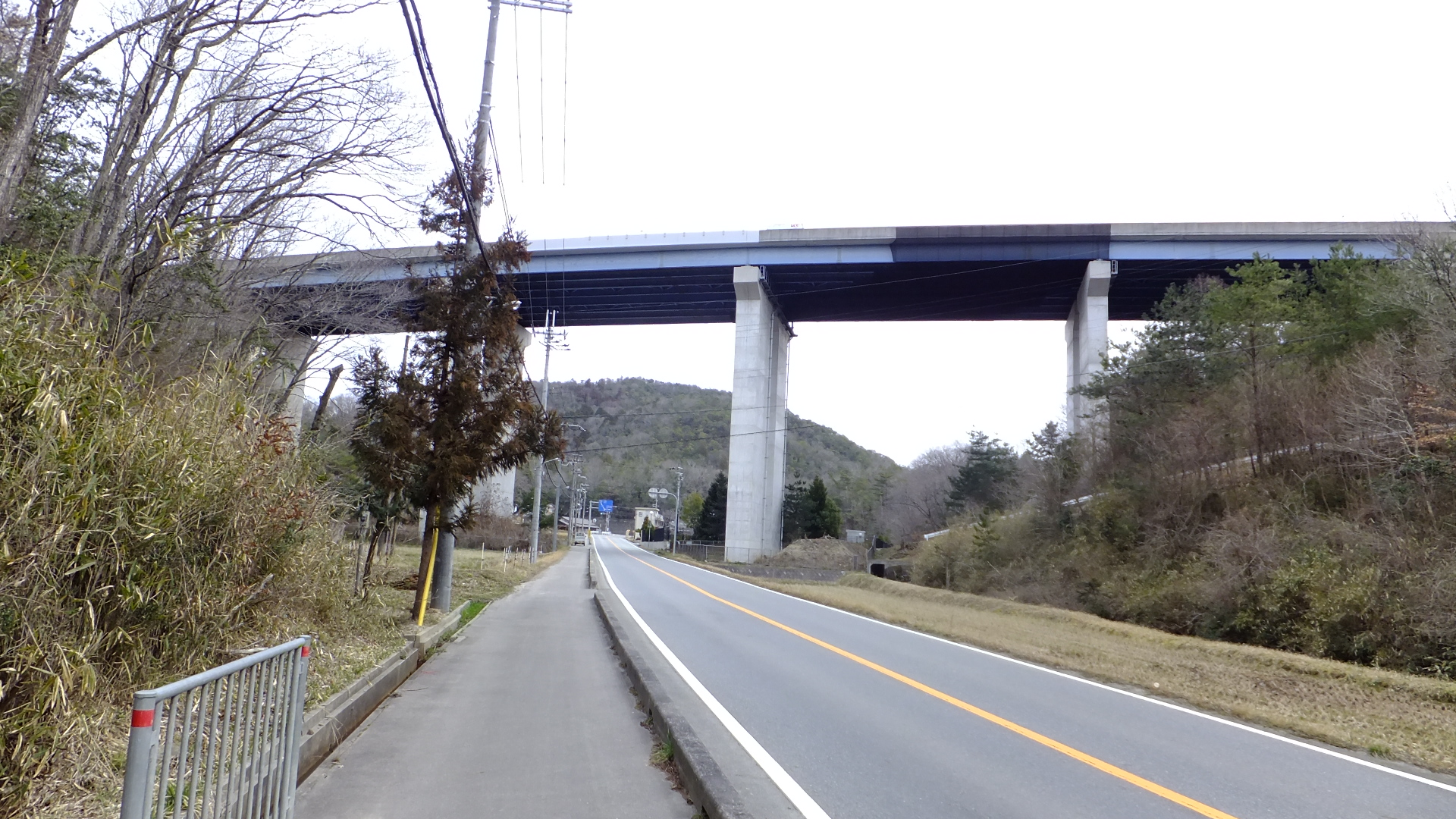
舞鶴若狭道との立体交差付近
兵庫県三田市大川瀬で撮影

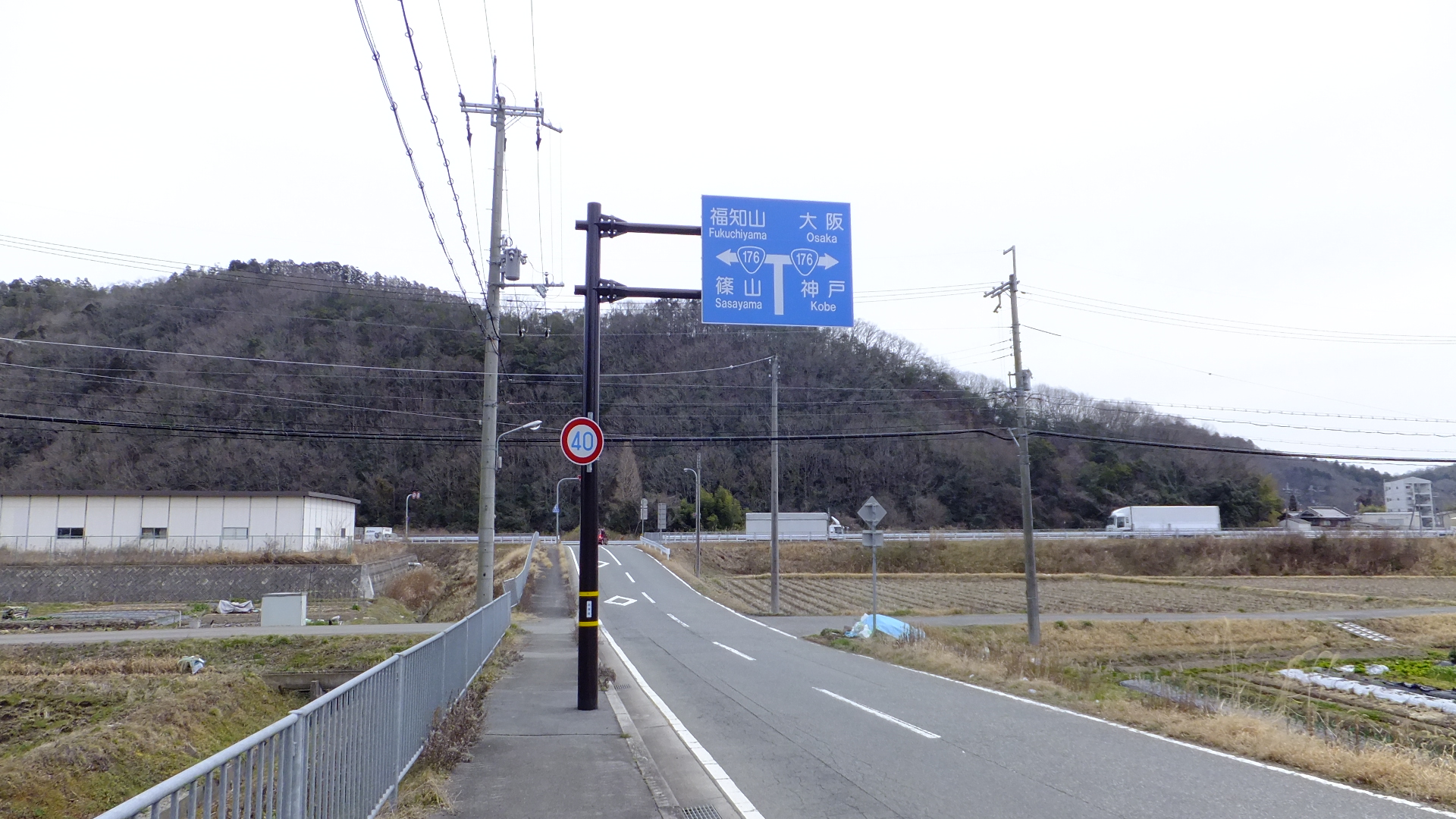
終点付近
兵庫県三田市藍本で撮影

- 本道では幅員が狭小であるために他の車とのすれ違いが困難であり、兵庫県加東市天神ではバイパスが整備され、兵庫県小野市池田町から加東市厚利までは拡幅が計画されている[1][2][3]。

### 路線データ
- 起点：小野市浄谷町（国道175号・浄谷町中交差点）
- 終点：三田市藍本（国道176号）
- 総延長：26.256 km

## 歴史
- 1993年（平成5年）5月11日 - 建設省から、県道小野藍本線が小野藍本線として主要地方道に指定される[4]。
- 2022年（令和4年）1月14日 - 天神バイパスの一部区間 (700 m) の開通により、天神バイパス (1,600 m) が全線開通[5]。

## 路線状況

### 重複区間
- 兵庫県道17号西脇三田線（加東市天神・天神南交差点 - 天神北交差点）
- 兵庫県道141号黒石三田線（三田市西相野）

### 交通量
| 調査年 | 1日の交通量 |
| ------ | ----------- |
| 1999年 | 9005台      |
| 2005年 | 5998台      |

## 地理

### 通過する自治体
- 小野市
- 加東市
- 三田市

### 交差する道路
| 交差する道路                                      | 交差する場所       |
| ------------------------------------------------- | ------------------ |
| 国道175号（国道427号重複） 兵庫県道23号三木宍粟線 | 兵庫県小野市浄谷町 |
| 兵庫県道352号住吉住永線                           | 兵庫県小野市住吉町 |
| 兵庫県道85号神戸加東線                            | 兵庫県小野市曽根町 |
| 兵庫県道564号厚利社線                             | 兵庫県加東市厚利   |
| 兵庫県道144号西脇口吉川神戸線                     | 兵庫県加東市新定   |
| 兵庫県道17号西脇三田線                            | 兵庫県加東市天神   |
| 兵庫県道313号平木南山線                           | 兵庫県加東市黒谷   |
| 兵庫県道314号大川瀬吉川線                         | 兵庫県三田市大川瀬 |
| 兵庫県道141号黒石三田線                           | 兵庫県三田市西相野 |
| 国道176号                                         | 兵庫県三田市藍本   |